# Xanthorhoe friedrichi
Xanthorhoe friedrichi is een nachtvlinder uit de familie van de spanners (Geometridae). De wetenschappelijke naam van de soort is voor het eerst geldig gepubliceerd door Jaan Viidalepp en Axel Hausmann in 2004.
De voorvleugellengte is 13 tot 14 millimeter.
De soort komt voor in het midden en zuiden van Griekenland.